# Municipio de Emmetsburg
El municipio de Emmetsburg (en inglés: Emmetsburg Township) es un municipio ubicado en el condado de Palo Alto en el estado estadounidense de Iowa. En el año 2010 tenía una población de 2834 habitantes y una densidad poblacional de 30,82 personas por km².

## Geografía
El municipio de Emmetsburg se encuentra ubicado en las coordenadas 43°7′15″N 94°44′7″O / 43.12083, -94.73528. Según la Oficina del Censo de los Estados Unidos, el municipio tiene una superficie total de 91.95 km², de la cual 91.66 km² corresponden a tierra firme y (0.32%) 0.3 km² es agua.

## Demografía
Según el censo de 2010, había 2834 personas residiendo en el municipio de Emmetsburg. La densidad de población era de 30,82 hab./km². De los 2834 habitantes, el municipio de Emmetsburg estaba compuesto por el 97.35% blancos, el 0.67% eran afroamericanos, el 0.21% eran amerindios, el 0.35% eran asiáticos, el 0.04% eran isleños del Pacífico, el 0.28% eran de otras razas y el 1.09% pertenecían a dos o más razas. Del total de la población el 1.66% eran hispanos o latinos de cualquier raza.